# Kurukan Fuga
De acuerdo a la epopeya de Sundiata, el Kurukan Fuga o Carta de Mandén fue la constitución del imperio de Malí (1235-1670) creada tras la batalla de Krina (1235) por una asamblea de nobles para crear un gobierno para el imperio recién establecido. Es una declaración que fijó las reglas básicas en las que se fundó el Imperio, con la intención de evitar la guerra y garantizar una convivencia armoniosa. Estableció formalmente la federación de las tribus mandinka bajo un gobierno, definió cómo funcionaría este y estableció las leyes que regirían al pueblo. El Mansa Sundiata Keïta presentó la ley en 1235 en un llano cercano a la ciudad de Ka-Ba (actual Kangaba), y ha sobrevivido gracias a la tradición oral a través de generaciones de djeli o griots. El djeli ha preservado la historia del imperio de Malí incluyendo sus reyes, batallas y sistema de gobierno. 
Debido a esta tradición oral, la Carta del Mandén, proclamada en Kurukan Fuga, fue inscrita en la Lista representativa del Patrimonio Cultural Inmaterial de la Humanidad de la Unesco en 2009.
Pone como principio el respeto por la vida humana, la libertad individual y la solidaridad. Afirma la oposición total al sistema de esclavitud que se había vuelto corriente en África occidental. La abolición de dicho sistema fue uno de los logros más importantes de Sundiata Keïta y del Imperio de Malí.

## Estructura

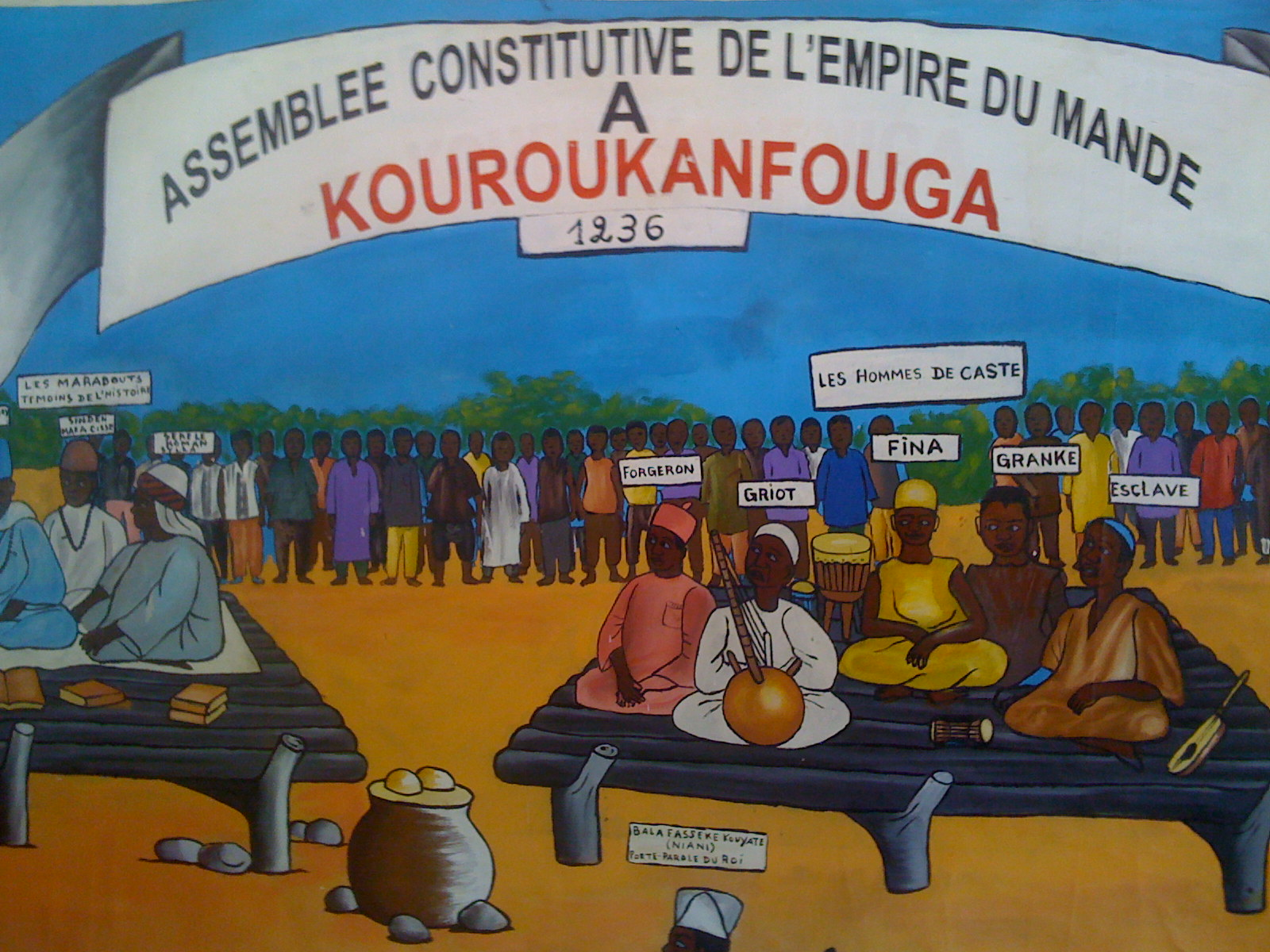
Mural Maliense representando la asamblea (gbara) promulgando la Kurukan Fuga.

El Kurukan Fuga se dirige a "las doce partes del mundo"; tiene, por lo tanto, una vocación de universalidad. Esta carta puede ser considerada como una de las primeras declaraciones de derechos humanos.
Está escrito en forma poética y contiene siete estrofas, con los siguientes encabezados:
- "Toda vida es una vida"
- "El daño requiere reparación"
- "Practica la ayuda mutua"
- "Cuida de la patria"
- "Elimina la servidumbre y el hambre"
- "Que cesen los tormentos de la guerra"
- "Cada quien es libre de decir, de hacer y de ver"

## Divisiones
El Kurukan Fuga contenía 44 decretos presentados a los clanes recién unificados. Estaba dividido en cuatro secciones referidas a la organización social (decretos 1-30), a los derechos (decretos 31-36), a la protección del medio ambiente (decretos 37-39) y a las responsabilidades personales (decretos 40-44).
La importancia histórica y cultural de la constitución imperial de Malí se debe a que era la señal de un logro en la historia de África por varias razones. Primero, estableció leyes uniformes y regulaciones sobre un amplio territorio de África del oeste (igual al tamaño de Europa occidental) por primera vez en la historia. En segundo lugar, determinó derechos uniformes para todos los ciudadanos, incluyendo las mujeres y los esclavos, algo sin comparación en otras partes del mundo. Tercero, es únicamente africana, no pide prestado de ningún documento existente en su época. La prominencia del Mandinka en África occidental permitió que las ideas y los valores del Kurukan Fuga se extendieran más allá de las fronteras del imperio de Malí. Mucha gente cuyos antepasados se relacionaron con los manden todavía sigue sus tradiciones.

## Contenido
El Kurukan Fuga dividió al nuevo imperio entre los clanes predominantes (linajes) que fueron representados en una gran asamblea llamada el Gbara. Cada uno de estos grupos tiene una actividad específica y un papel. 
- 16 clanes, conocidos como Djon-Tan-Ni-Woro (los portadores de carcaj), eran responsables de conducir y de defender el imperio.
- 5 clanes, conocidos como Mori-Kanda-Lolou (guardas de la fe), eran exégetas en materias de la ley islámica.
- 4 clanes de nyamakala (hombres de la casta), tenían el monopolio en ciertas industrias (fundición, carpintería, curtido, etc).
- 4 clanes de djeli (amos de la palabra), que registraron la historia del imperio con canciones de gesta.

Sumaban 29 asientos en el Parlamento o Gbara del llano de Kangaba (nombrado después del acontecimiento donde Sundiata "dividió el mundo" como llanura de Kurukan Fuga). El trigésimo asiento sería ocupado por el djeli de los mansa, llamado el belen-tigui (amo de ceremonias). También pudo haber sido reservado para una representante femenina, puesto que las mujeres de los estados debían estar representadas en todos los niveles del gobierno (decreto 16).

### Organización social
- La sociedad mandé del gran Malí se componía de 16 clanes portadores de carcajes, 5 clanes de marabouts, 4 clanes de nyamakalas: Los nyamakalas deben decir la verdad a los jefes, para ser sus consejeros y para defender por la palabra las reglas aceptadas y el orden en el conjunto del reino y los morikanda Lolu (cinco clases de marabouts) son nuestros dirigentes y nuestros profesores en Islam. Cada uno les debe respecto y consideración.

- La esclavitud queda restringida, manteniéndose dos clases de esclavos: hombres y mujeres capturados durante las guerras y reducidos a esclavitud, y los descendientes de estos, cuyo dueño no podía venderlos y que tomaban el nombre familiar de sus amos. Se les llamaba wossolo, "el de la casa", y podían ser empleados o liberados, nunca vendidos. No maltrates a los esclavos. Permítelos un día de descanso por semana y haz de modo que cesen el trabajo en horas razonables. Se es amo del esclavo, no del bolso que lleva. (art. 20)

- El artículo 4, divide a la sociedad en categorías por edad, y al frente de cada de una se elegirá un jefe. La gente (hombres o mujeres) nacida durante cualquier período de tres años está en la misma categoría de edad. Se invita a los kangbes (clase intermedia entre la gente joven y los viejos) para que participe en tomar las grandes decisiones referentes a la sociedad: de esta forma se eliminan prejuicios de clase, de tal forma que príncipes y esclavos están asociados en la misma categoría y deben observar las mismas reglas sin distinción de sexo.
- Cada uno tiene derecho a la vida y a salvaguardar su integridad física. Por lo tanto, cualquier tentativa de quitar la vida será castigada después con la pena de muerte.
- Para ganar la batalla de la prosperidad, se instituye el Kön¨gbèn Wölö (una especie de supervisión) para luchar contra la holgazanería y ociosidad: los supervisores vigilaban a todas las familias para poner a trabajar al ocioso lo que contribuyó a la riqueza del imperio.
- Se instituye entre los Mandinkas el sanankuya (sentido del humor) y el tanamanyöya (forma de totemismo). Por lo tanto, nadie ajeno los hará disputar, el respeto del otro será la regla. Entre los cuñados y las cuñadas, entre los abuelos y los nietos, la tolerancia debe ser el principio: institucionaliza la cultura de la tolerancia, la relación humorística de la coexistencia.

### Derechos y deberes
- Gobierno: Señala al clan Keita como la familia predominante del imperio.

Convivencia: 
- Se marcan normas para evitar problemas entre los vecinos, como la vanidad es la muestra de la debilidad y la humildad la muestra de la grandeza, trataremos las dificultades juntos, vengamos a la ayuda de los que tengan necesidad de ella.
- Marca las acciones a seguir en caso de roces: cuando tu esposa o el niño huya, no impliques a tu vecino: si se han refugiado en su casa, el ofendido debe esperar a que la abandonen antes de castigarles, nunca ofendas a los nyaras (nyara es un término mandinka que tiene cierta relación al talento o a aquellos que lo buscan): respeto a los djéli, que son los mediadores.
- Hay varios artículos de protección a las mujeres: Nunca ofendas a las mujeres, son nuestras madres, nunca lleves de la mano a una mujer casada sin antes haber consultado con su marido. Las mujeres, además de sus ocupaciones diarias, deben estar asociadas en todos nuestros gobiernos (asuntos).
- La educación de los pequeños recae en el conjunto de la gente. Cualquiera debe cuidar y corregir a los niños.
- Sobre la prescripción de los delitos indica que Las mentiras que duran 40 años se deben mirar como verdades: no se admiten denuncias antiguas.

Derecho de familia:
- El derecho familiar está también contemplado en varios artículos que indican el respeto a los mayores, la obligación de solicitar permiso para contraer matrimonio, (Todos los hombres deben ir a la madre y al padre de la muchacha con que desean casarse y recibir su consentimiento. Se les debe respeto y consideración.) y la prohibición del adulterio: (No vayas tras las esposas del jefe, del vecino, del amigo ni del asociado).
- Marca un derecho patriarcal de la familia: La sucesión es patrilineal, nunca des poder a un hijo, para que solamente de su padre pueda vivir. Nunca des poder a un menor de edad porque posee enlaces (puede ser manipulado por su padre).
- Respecto al matrimonio, marca la edad: una muchacha puede ser dada en la unión tan pronto como sea púber sin determinación de la edad. La voluntad de sus padres debe ser aceptada por cualquier pretendiente y respecto a los varones: un hombre joven puede casarse a la edad de 20 años, y fija condiciones: la dote se fija en 3 vacas: una para la muchacha, dos para el padre y madre.
- El divorcio también es legal, y se concede a petición de uno de los esposos, por causas determinadas: 
  - la locura de uno de los esposos;
  - la incapacidad del marido para asumir sus obligaciones: cuidar del alimento y vestuario;
  - no cumplir los deberes conyugales;
  - faltar al respeto debido a los suegros.

Derecho Internacional:
- Se basa en el sentido del honor y la dignidad, y se institucionaliza el respeto al extranjero: Soundiata no olvida la hospitalidad recibida durante su exilio: que no haya traición en ti. Respeta la palabra del honor o no maltrates a extranjeros. El artículo 26, el toro que está a tu cuidado no debe ser maltratado, es una metáfora.
- Como consecuencia de este respeto, se exige la inviolabilidad de los embajadores: Aceptar una misión a la que te convoquen no es un riesgo, precepto que es un claro precedente de la convención de Viena.

Comercio:
- Hay cinco maneras para obtener la posesión de riqueza: compra, donación, intercambio, a través del trabajo y con la sucesión. El resto de las formas sin testimonio convincente son equívocas y, por tanto, ilícitas. Hay una excepción: Satisfacer el hambre no es hurto si uno no esconde cualquier cosa en su bolso, es decir, se consiente el coger sólo lo indispensable para paliar el hambre.
- Todo objeto encontrado sin dueño conocido no se convierte en posesión pública hasta que pasen cuatro años.
- Salarios: La cuarta vaca colocada al cuidado de un guardián es suya; Un huevo puesto en las manos del guardián de una gallina, es suyo.
- Precios: Cada res equivale, en intercambio, a cuatro ovejas o cuatro cabras.

Protección de la naturaleza:
- El clan Kombè se señala como amo de los cazadores, está a cargo de preservar los bosques y a sus habitantes para la felicidad de todos, es decir, debe ocuparse de la defensa del medio ambiente, ayudado por varias normas:
- Artículo 38: Antes de prender fuego al arbusto, no mires la tierra. Levanta tu cabeza y mira a la copa de los árboles: queda prohibida la quema de malezas.
- Artículo 39: Los animales domésticos deben ser encerrados solo temporalmente o según lo necesario para la agricultura, y liberados después de las cosechas. El perro, el gato, el pato y las aves de corral no están sujetos a esta regla.

Disposiciones finales:
Son cuatro artículos que resumen el espíritu de la Carta. 
- Artículo 40: Respeta la familia, la amistad y la vecindad
- Artículo 42: En las grandes asambleas, mantente satisfecho con tu lugar como representante legítimo y tolera a los otros. Estos dos artículos forman la base que dio cohesión al pueblo mandinka, ayudándole a formar una nación próspera.
- Artículo 43: Balla Fassèkè Kouyate se señala como amo de las ceremonias convocadas y mediador principal. Se le autoriza a bromear sobre todas las tribus especialmente con la familia real. La inmunidad que otorga a Balla Fassékè Kouyate y a sus descendientes les permitió ser guardianes de la tradición, ejerciendo de mediadores.
- Artículo 41: Mata al enemigo, no lo humilles, pues el hacerlo se considera cobardía.
- Artículo 44: Todo el que infrinja estas reglas será castigado. Cada uno está a cargo de mirar a su propio uso: Igualdad ante la Ley.